# Lenka Marušková
Lenka Hyková-Marušková (ur. 2 lutego 1985 w Pilźnie) – czeska strzelczyni sportowa. Srebrna medalistka olimpijska z Aten.
Specjalizuje się w strzelaniu pistoletowym. Zawody w 2004 były jej pierwszymi igrzyskami olimpijskimi, zajęła drugie miejsce w pistolecie sportowym na dystansie 25 metrów. W tej samej konkurencji była brązową medalistką mistrzostw świata w 2010. Brała udział w IO 08.
Jej ojciec Vladimír Hyka także był olimpijczykiem.